# Флаг Объединения
Флаг Объединения (кор. 한반도기 — Хан пандо ки — на юге, кор. 조선반도기 — Чосон пандо ки — на севере) — флаг, разработанный для представления Кореи, когда и Северная, и Южная Корея участвуют в спортивных событиях, объединившись в одну команду. 
Флаг представляет единую Корею. Полотнище белого цвета. В центре синий силуэт Корейского полуострова вместе с островами Чеджудо и Уллындо, добавленными в 2003 году. Флаг не имеет официального статуса ни в одном из государств.

## История использования
Флаг начал использоваться в 1991 году, когда две страны соревновались единой командой на чемпионате мира по настольному теннису и молодёжном чемпионате мира по футболу. 
Команды прошли вместе под флагом на церемониях открытия летних Олимпийских игр 2000 и 2004 года, зимних Олимпийских игр 2006 и Азиатских игр 2006; однако в соревнованиях эти страны участвовали по отдельности. 
На летних Олимпийских играх 2008 флаг не использовался из-за решения, принятого Пекинским Оргкомитетом. На Олимпиаде 2018 года в южнокорейском Пхёнчхане впервые была представлена единая женская хоккейная команда, однако Корея использовала вариант флага без островов Уллындо и Лианкур из-за протеста Японии.
В 2018 году, на Чемпионате мира по настольному теннису, женские команды Южной и Северной Кореи должны были играть друг против друга в стадии четвертьфинала, но игра не состоялась. Соперницы вышли на матч, пожали друг другу руки, поздравили с выходом в финальную часть чемпионата мира, и анонсировали, что в полуфинале будет играть Объединенная команда Кореи. Международная федерация настольного тенниса одобрила объединение команд прямо в ходе турнира.